# Bulzi
Bulzi är en ort och kommun i provinsen Sassari i regionen Sardinien i Italien. Kommunen hade 507 invånare (2017).